# Пришадхра
Пришадхра, или Пршадхра (санскр. Prshadhra), — в индийской мифологии царевич, сын мифического прародителя и властителя Ману Вайвасвата, разжалованный в шудры за убийство коровы своего наставника Чьяваны.
Его история рассказывается в разных источниках по-разному, — по мере возрастания в народном представлении тяжести его проступка. Так, в «Вишну-пуране» факт просто констатируется. В «Ваю-пуране» рассказывается, что Пришадхра был голоден и не только убил корову, но и съел её. В других пуранах убиение коровы происходит вследствие той или другой ошибки, или несчастного случая. Наказанный Пришадхра стал вести жизнь аскета и получил, наконец, искупление, погибнув во время лесного пожара.